# Estela 1 de La Mojarra

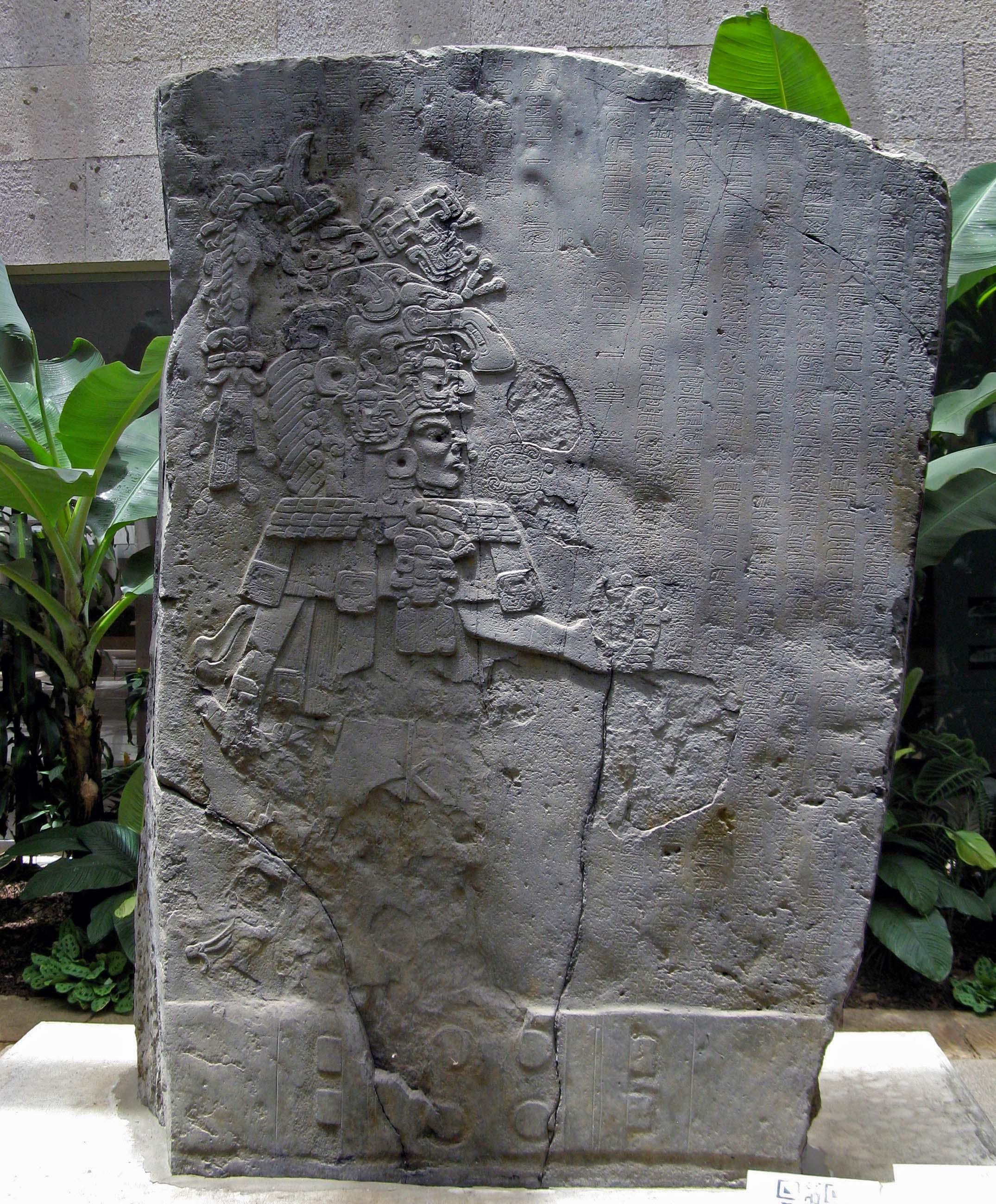
Visão completa do monumneto.

A Estela 1 de La Mojarra é um monumento mesoamericano (uma estela) datada do século II, descoberta em 1986 no rio Acula, próximo de La Mojarra, Veracruz, México, não muito longe do sítio arqueológico de Tres Zapotes. Esta laje de basalto com 1,35 metros de largura por 2 metros de altura (medidas aproximadas) e pesando 4 toneladas, contém cerca de 535 glifos da escrita ístmica. Um dos mais antigos registos escritos da Mesoamérica, este monumento da cultura epiolmeca regista não só os feitos de um governante, mas coloca-os também numa moldura cosmológica de calendários e acontecimentos astronómicos.
A face direita da estela apresenta um retrato de corpo inteiro de um homem envergando vestes e adornos elaborados, no entanto a sua metade inferior está bastante desgastada. Acima desta figura, foram gravadas na pedra 12 curtas colunas de glifos, e à direita da figura 8 colunas mais longas. Entre estes glifos estão duas datas do calendário de contagem longa mesoamericano, correspondentes a Maio de 143 d.C. e Julho de 156 d.C. Este monumento é um exemplo antigo do tipo de estela que mais tarde tornou-se comum comemorando governantes de sítios maias do período clássico.

## Descrição e interpretação
A figura gravada na estela 1 é complexa e de interpretação difícil. Pool descreve a figura do modo seguinte:
| “ | O seu elaborado toucado forma a cabeça de uma ave sobrenatural com bico em gancho. Uma cabeça de "deus bobo" com uma máscara bucal sai da do nariz da deidade-pássaro, e um tubarão estilizado com barbatana serrilhada está ligado ao topo do toucado, a sua cauda bifurcada pendendo atrás. Quatro tubarões mais pequenos nadam subindo o notocórdio do tubarão semelhante a uma corda. Máscaras menores da deidade-pássaro surgem abaixo da máscara principal e no ornamento peitoral que se encontra no peito do governante por cima da sua capa de plumas. Glifos que simbolizam a sua exaltada governação adornam os seus braços e pernas. | ” |

As deidades-pássaro eram uma característica das representações das estelas deste período, e podem ser vistas na estela 4 de Izapa bem como em monumentos de Kaminaljuyu, Takalik Abaj, e Zaculeu.
A estatueta de Tuxtla, uma pequena escultura de 16 cm de altura feita em pedra verde, representa também um humano vestido de ave. É originária da mesma cultura e do mesmo período da estela 1, e ambas apresentam glifos da escrita ístmica. Estes dois artefactos foram encontrados a uma distância de aproximadamente 70 km um do outro e as suas datas na contagem longa estão separadas por apenas seis anos. Poderão até referir-se à mesma pessoa.

## Descoberta e decifração
Por alguns anos após a sua descoberta, o monumento esteve guardado no Museu de Antropologia de Xalapa. Em Novembro de 1995, enquanto era preparado para ser exposto, reparou-se numa série de glifos previamente ignorada que se encontra num dos lados, desgastados mas ainda passíveis de serem reconhecidos parcialmente.
Em 1993, e de novo em 1997 após a descoberta da nova coluna de glifos, John Justeson e Terrence Kaufman propuseram uma descodificação dos glifos. Esta decifração nomeia a figura representada na estela como sendo o "Senhor da Montanha dos Colhedores", e descreve a sua ascensão ao trono, um eclipse solar, aparições de Vénus, guerras e uma tentativa de usurpação, sacrifício humano (talvez do cunhado do "Senhor da Montanha dos Colhedores") e uma sangria ritual do próprio "Senhor da Montanha dos Colhedores".

Esta decifração foi disputada por Michael D. Coe e Stephen D. Houston, entre outros. A resolução deste debate deverá surgir apenas com descobertas arqueológicas suplementares.

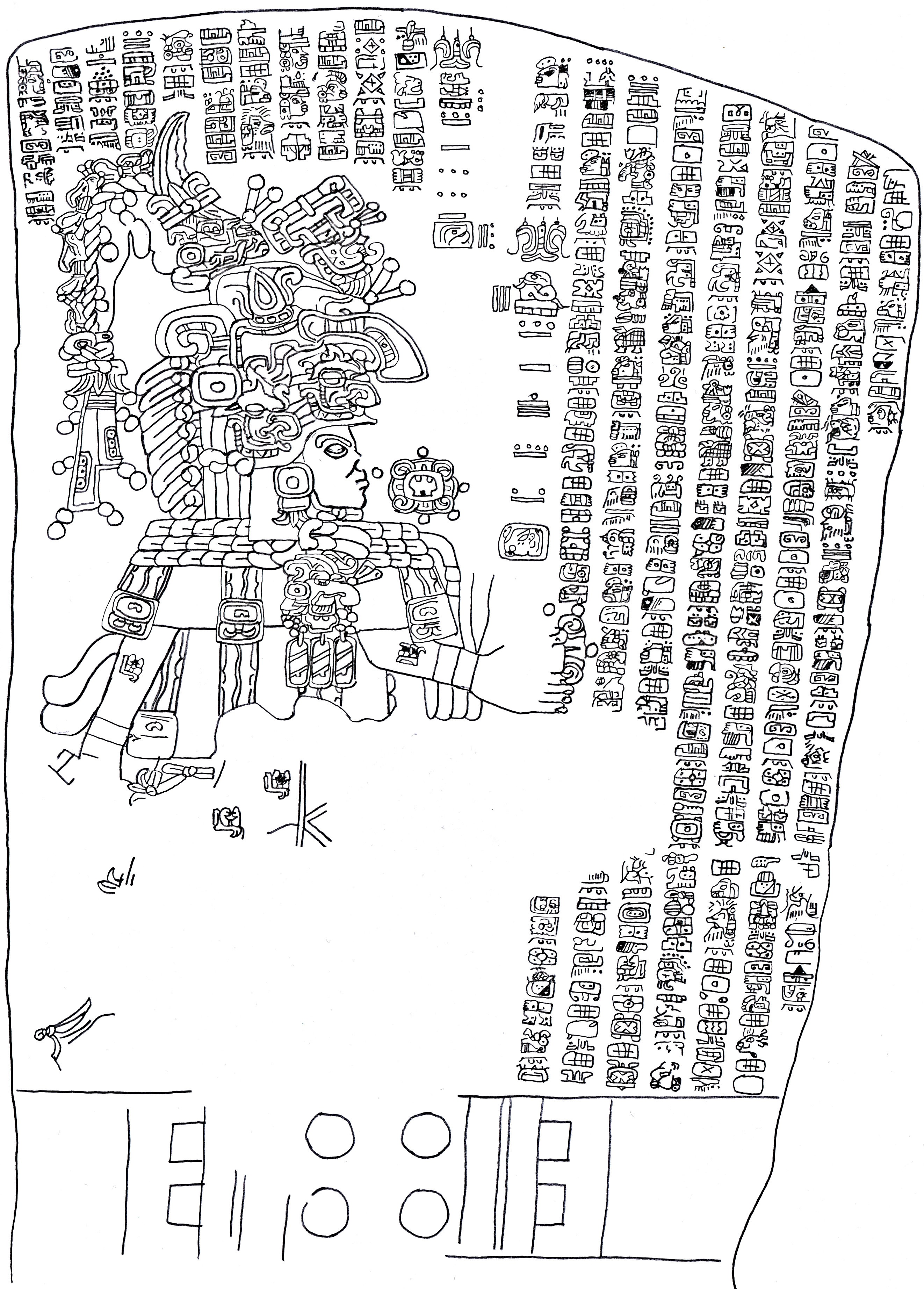
Esboço do monumento.
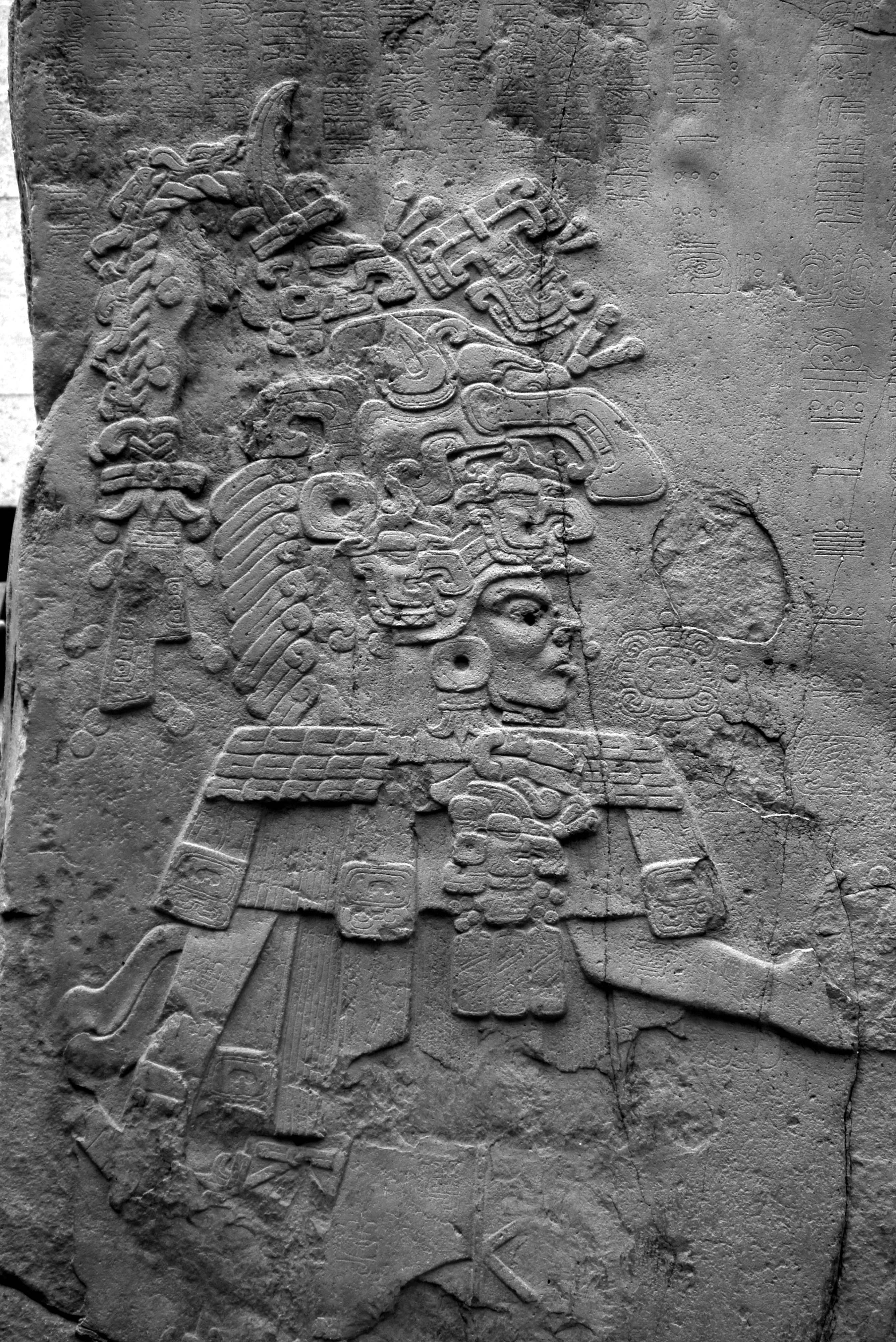
Lado esquerdo da estela 1 de La Mojarra, onde se vê uma pessoa identificada como o "Senhor da Montanha do Colhedores"
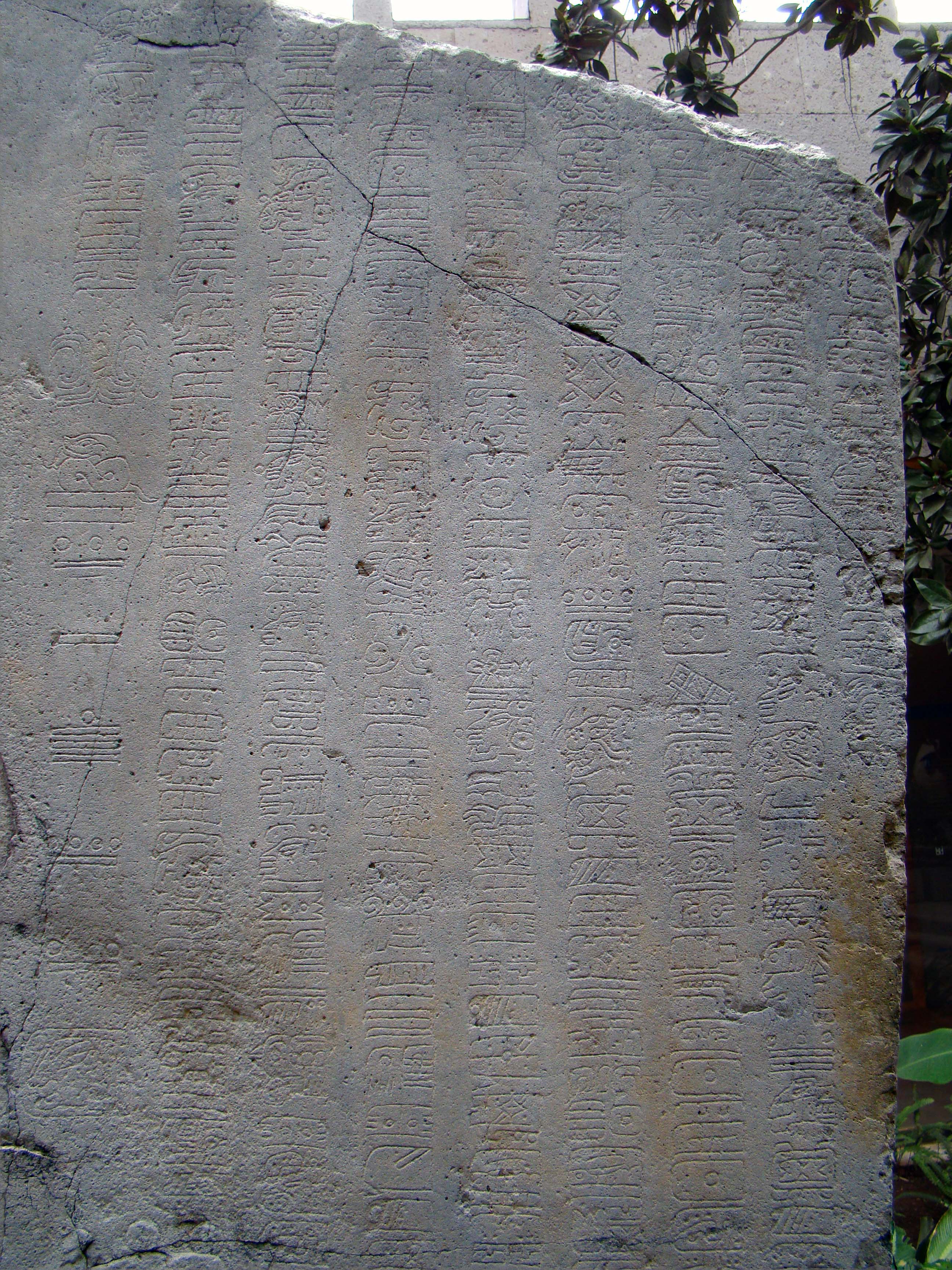
Detalhe da inscrição, parte superior.
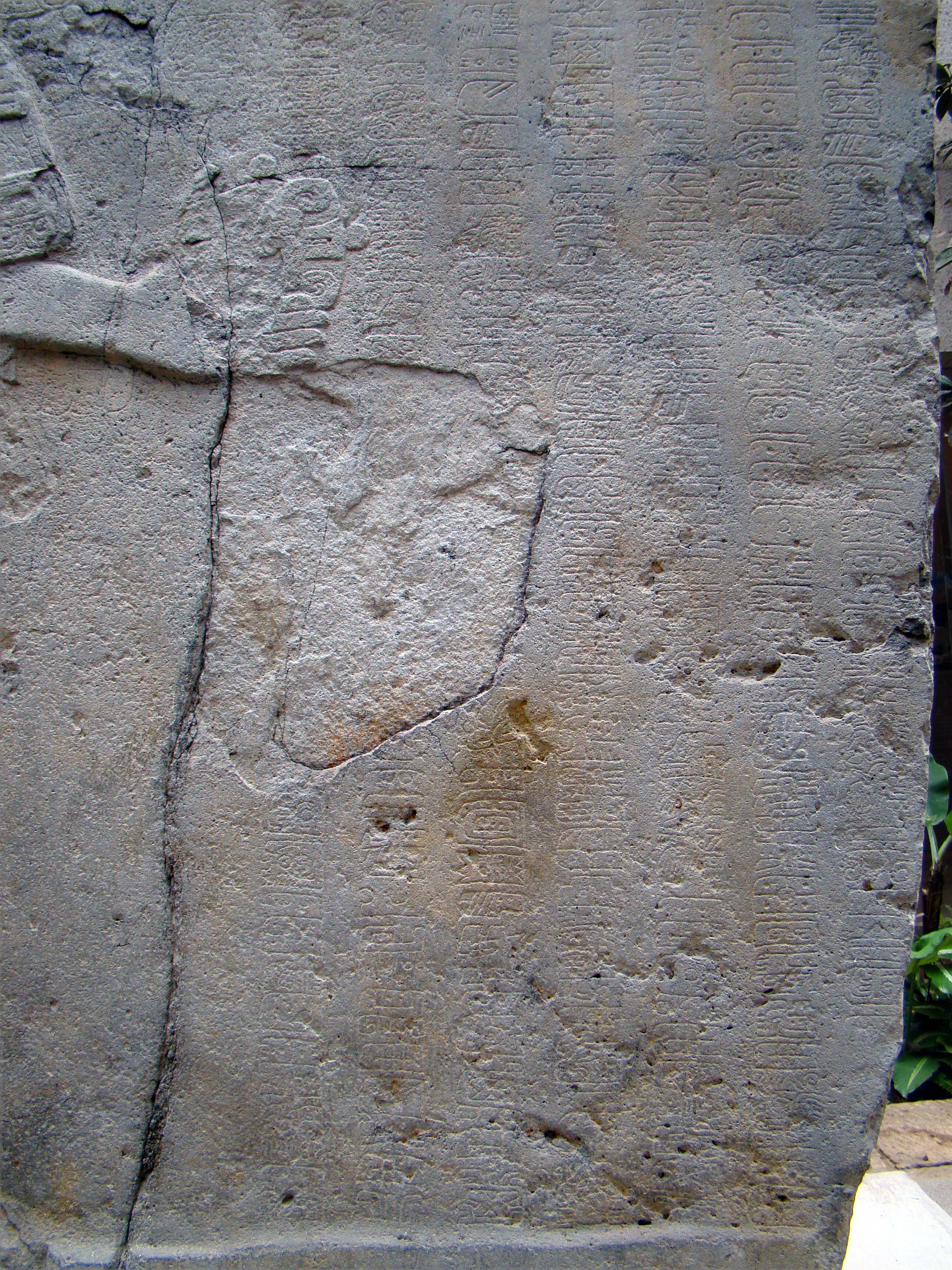
Detalhe da inscrição, parte inferior.